# 高原正雄
高原 正雄（たかはら まさお、1945年（昭和20年）大分県宇佐市生まれ）は、日本の実業家、研究者（疲労分野）、工学博士。

## 経歴
いすゞ自動車理事（元常務取締役）、一般社団法人明専会名誉会員（第７代明専会会長）、公益社団法人自動車技術会名誉会員、全日本学生フォーミュラ大会元委員長、自動車技術会フェローエンジニア第1号認定者、一般社団法人可視化情報学会名誉会員（元会長）、公益社団法人日本工学会フェロー称号。
福岡県門司市（現・北九州市）の小・中・高で学び、1968年に九州工業大学工学部機械工学科を卒業、1970年に大学院機械工学課程を修了し、いすゞ自動車株式会社に入社。大型車研究実験部次長、製品企画室主幹、大型車設計部長、バス設計部長を経て、1997年に取締役に就任し、営業推進室、車両開発室、品質保証部門、バス営業室、直営開発室部門の統括を歴任。1999年に常務取締役に就任。2000年にいすゞドレスアップセンター株式会社（現・いすゞ車体株式会社）の代表取締役社長に就任。2002年に株式会社いすゞ中央研究所の専務取締役に就任。2010年にいすゞ自動車理事に就任。
1997年に九州工業大学より工学博士号授与。1998年より公益社団法人自動車技術会の理事に就任し、その後、総務担当理事、会計担当理事、企画会議議長、全日本学生フォーミュラ大会委員長、共同研究センター長などを歴任、2012年に自動車技術会の名誉会員の称号を授与。公益社団法人自動車技術会からは、2007年に自動車および装置・部品の高信頼性設計技術の向上発展に貢献したことにより、自動車技術会賞・技術貢献賞を受賞、自動車技術会創立60周年功労賞を受賞、自動車技術会フェローエンジニア第1号認定者の称号が授与、2017年に自動車技術会創立70周年功労賞を受賞。2010年には、九州工業大学の母校創立記念日に顕著な功績者に与えられる嘉村記念賞（第47号）が授与された。2013年に一般社団法人可視化情報学会会長に就任。同年2013年には、一般社団法人明専会の第７代会長に就任し、2025年に明専会名誉会員の称号が授与。それらの功績により、2014年には公益社団法人日本工学会フェロー称号が授与。教育活動として、九州工大、東京工大、大分大、函館高専、高知工大、東京高専、北九州高専、崇城大学、九州工大大学院、流通科学大学、西日本工大で自動車工学関連の非常勤講師および客員教授などを歴任。その他、九州工業大学経営協議会委員、学長選考監察会議議長として活動した。

## 参考資料
- 学生フォーミュラチームが過去最高の結果を学長に報告 | 九州工業大学戸畑キャンパス
- 全日本学生フォーミュラ大会に出場し初受賞！ - 九州工業大学
- 全日本学生フォーミュラ大会表彰式が行われました - 九州工業大学
- 第47回嘉村記念賞授与式・受賞記念講演会を挙行 | 九州工業大学
- 世界で通用する技術者を育てる学生フォーミュラ - MONOist
- かんもん北九州ファンクラブ／『ひろば北九州』／2010年03月号
- 第2回全日本 学生フォーミュラ大会 を終えて - 自動車技術会
- ものづくり体験こそ 人材育成の基本
- 高原 正雄氏の紹介
- バス・トラック車両のシステム